# Kestadtjärnet
Kestadtjärnet är en sjö i Årjängs kommun i Värmland och ingår i Göta älvs huvudavrinningsområde. Sjön är 15,9 meter djup, har en yta på 0,195 kvadratkilometer och är belägen 160,6 meter över havet.

## Delavrinningsområde
Kestadtjärnet ingår i det delavrinningsområde (658379-130039) som SMHI kallar för Utloppet av Svensbysjön. Medelhöjden är 146 meter över havet och ytan är 8,94 kvadratkilometer. Räknas de 15 avrinningsområdena uppströms in blir den ackumulerade arean 184,5 kvadratkilometer. Karlsforsälven (Edsälven) som avvattnar avrinningsområdet har biflödesordning 3, vilket innebär att vattnet flödar genom totalt 3 vattendrag innan det når havet efter 250 kilometer. Avrinningsområdet består mestadels av skog (60 procent) och jordbruk (12 procent). Avrinningsområdet har 1,6 kvadratkilometer vattenytor vilket ger det en sjöprocent på 17,9 procent.